# جینی (فیلم)
جینی (شناخته شده با عنوان دختری در پریشانی) (انگلیسی: Jeannie) یک فیلم در سبک کمدی رمانتیک به کارگردانی هارولد فرنچ است که در سال ۱۹۴۱ منتشر شد. از ستارگان حاضر در این فیلم می‌توان به باربارا مولن، مایکل ردگریو و ویلفرد لاوسون اشاره کرد.
طراحی مجموعه این فیلم را دونکن ساوسرلند انجام داده است.
براساس نمایش‌نامه‌ای به همین نام از ایمه استوارت در سال 1957، با نام بیاببد شاد باشیم، این فیلم بازسازی شده است.

## شرح فیلم
جین مک‌لین یک زن جوان اسکاتلندی است، او از پدر فقیرش مراقبت کرده و هیچ وقت و پولی برای خودش صرف نمی‌کند. وقتی پدرش می‌میرد او متوجه می‌شود که ثروتش (297 پوند) را برایش به ارث گذاشته است. اما او چیزی برای خواهرانش متأهلش به ارث نگذاشته است. جین تصمیم می‌گیرد برای کمی تفریح به وین سفر کند.
در راه مسافرت به وین، مردی به نام استنلی اسمیت  در راه حل مشکلات مختلف پیش آمده برای این زن جوان بی تجربه، به او کمک می‌کند. در ضمن آشنایی خود را 26 ساله معرفی می‌کند اما به زودی و از روی پاسپورت می‌فهمد که او 22 سال دارد.
در وین، جین با کنت ارلیش ون ویتگنشتاین آشنا می‌شود. در همین حال استنلی با مدل مو بلوندی به نام مارگارت آشنا می‌شود. روز بعد، استنلی ماشین لباسشویی اختراعی خود را در بازار عرضه کند. در حالی که کنت و جین مشغول گشت زدن در شهر، برای خرید لباس  می‌شوند. وقتی استنلی شب آن روز جین را می‌بیند از نظر ظاهری کاملاً متحول شده است. استنلی او را برای بیرون رفتن دعوت میکند، اما او قبلاً به کنت قول داده تا با او به اپرا برود، استنلی مارگارت را هم با خود به آنجا می‌برد. به همین ترتیب هرجا که کنت، جین را با خود می‌برد، استنلی هم مارگارت را با خود به آنجا می‌برد. در نهایت کنت از جین خواستگاری می‌کند. اما وقتی متوجه می‌شود که او آنقدر هم ثروتمند نیست از تقاضای خود منصرف می‌شود. جین فقط چول کافی برای برگشت به خانه را دارد.
استنلی در فروش ماشین‌های لباسشوییش بسیار موفق می‌شود. اما وقتی برای یافتن جین به اسکاتلند می‌رود، هیچ کس محل زندگی او را نمی‌داند. از روی شانس و اقبال، جین کاری پیدا کرده که محصول استنلی را نشان می‌دهد. استنلی از جین خواستگاری می‌کند و پس از مقاومت جین تسلیم می‌شود.

## بازیگران و نقش‌ها
باربارا مولن در نقش جین مک‌لین
مایکل رودگریو در نقش استنلی اسمیت
ویلفرد لاوسن در نقش جیمز مک‌لین، پدرش
کی هاموند در نقش مارگارت
آلبرت لیون در نقش کنت ارلیک ون ویتگنشتاین 
فیلیس استنلی در نقش خانم وایت لاو
ادوارد چاپمن در نقش آقای جانسن
مارجوری فیلدینگ در نقش خانم موردوچ
فرانک سیلر
گوگی ویدرز در نقش دختر لباشور
گاس مکناگتون در نقش آنگوس وایت لاو
ریچل کمپسون در نقش خواهر جین
اسم پرسی
خوان کمپ-ولچ در نقش خواهر جنی
پرسی والش در نقش کارمند گمرک فرانسه
هیلدا بایلی در نقش خانم جانسن
ایان فلمینگ
آن شلتون
مینهارت مائور
کتی جانسون در نقش ماتیلدا
جوس آمبر
والی پچ در نقش باربر
برفنی ا-روک در نقش افسر قرنطینه
مکس آدریان
فیلیپس گادفری در نقش مسئول پارکینگ رستوران
لین اوانز

## تولید
این فیلم معرف هارولد فرچ به عنوان کارگردان بود، او بعدها گفت:
تهیه کننده مارسل هلمن، با من بسیار سخاوتمند بود و من را مجبور کرد وارد یک فیلم اصلی شوم. فکر نمی‌کنم پخش‌کنندگان من را می‌خواستند، آن‌‌ها یک فرد شناخته شده را می‌خواستند. این فیلم یک ستاره از باربارا مولن ساخت که به طرز وحشتناکی خوب بود. اگرچه ما فکر می‌کردیم که او ستاره بزرگی می‌شود. برنارد نولز فیلمبردار بود. من برای همکاری او ارزش قائل بودم، اگر من در صحنه شلوغی درگیر می‌شدم، او همیشه می‌دانست که چگونه دوربین را حرکت دهد. ما همچنین آناتول دو گرونوالد و رولاند پرتوی را به عنوان نویسندگان داشتیم، بنابراین فیلمی با اعتبار بسیار خوب داشتیم، جین موفق بود زیرا جین سیندرلا بود.

## انتقادات
نیویورک تایمز نوشت: « هر از گاهی و سپس بهشت را شکر، یک فیلم کوچک و ساد و ناخوانده به برادوی می‌آید، ابتدا از این فیلم هیچ انتظاری نمی‌رود، سپس بی صدا و محکم شما را مجذوب خود می‌کند.» همانطور که جین دوست دارد بگوید: « من، چه خوب!» و لئونارد مالتین نیز به طور مشابه یک کمدی عاشقانه لذت بخش را تأیید کردند و به فیلم سه ستاره از چهار ستاره دادند. 